# AZS AGH Kraków (piłka siatkowa kobiet)
AZS AGH Wisła Kraków – polska kobieca akademicka drużyna siatkarska z Krakowa, działająca przy Akademii Górniczo-Hutniczej, założona w 1951, będąca jedną z sekcji AZS AGH Kraków. Zespół połączył się w 2005 r. z TS Wisła Kraków.